# Saint John (circunscripción electoral de Granada)

Saint John en Granada.

Saint John es una de las quince circunscripciones electorales en las que se divide Granada para las elecciones a la Cámara de Representantes. Está compuesta por el territorio de la parroquia homónima.
La circunscripción se creó para las elecciones de 1962, cuando se dividió la circunscripción que unía Saint John y Saint Mark. Fue la circunscripción de Herbert Preudhomme, vice primer ministro y segundo líder del Partido Laborista Unido de Granada (GULP). Desde las elecciones de 1995 en adelante la circunscripción ha sido ganada siempre por el partido vencedor de las elecciones a nivel nacional. Su actual parlamentario es Kerryne James, del Congreso Nacional Democrático.
De cara a las elecciones de 2022, la circunscripción tenía 6.392 electores registrados.

## Representantes electos
| Elección | Partido | Partido                            | Parlamentario                    |
| -------- | ------- | ---------------------------------- | -------------------------------- |
| 1962     |         | Partido Nacional de Granada        | McDonald Crysanthus Esyort Welsh |
| 1967     |         | Partido Laborista Unido de Granada | Herbert Preudhomme               |
| 1972     |         | Partido Laborista Unido de Granada | Herbert Preudhomme               |
| 1976     |         | Partido Laborista Unido de Granada | Herbert Preudhomme               |
| 1984     |         | Nuevo Partido Nacional             | Grace M. Duncan                  |
| 1990     |         | Partido Laborista Unido de Granada | Edzel V. Thomas                  |
| 1995     |         | Nuevo Partido Nacional             | Grace M. Duncan                  |
| 1999     |         | Nuevo Partido Nacional             | Claris C. T. Charles             |
| 2003     |         | Nuevo Partido Nacional             | Claris C. T. Charles             |
| 2008     |         | Congreso Nacional Democrático      | Michael A. Church                |
| 2013     |         | Nuevo Partido Nacional             | Alvin Martin Da Breo             |
| 2018     |         | Nuevo Partido Nacional             | Alvin Martin Da Breo             |
| 2022     |         | Congreso Nacional Democrático      | Kerryne James                    |